# Lisa Butcher
Lisa Butcher (nascida em 1971, em Londres) é uma modelo e apresentadora de televisão inglesa.
Butcher venceu a competição britânica "Elle's Angels" de 1987, jurada por Marie Helvin, Laraine Ashton e o fotógrafo Terry O'Neill. O seu primeiro trabalho depois de terminar os estudos foi para a Ralph Lauren em Nova Iorque. 
O fotógrafo Norman Parkinson chamou Butcher de "Rosto dos anos 90", e ela apareceu nas capas da Vogue, Elle, Marie Claire, Harper's Bazaar e Tatler. Ela também apareceu em inúmeros anúncios, mais notavelmente para Max Factor, Olympus, Vision Express, Lancaster, Vidal Sassoon, Pirelli, Clarion e Onebiol.
Butcher apareceu regularmente na mostra de moda de Paris, Milão e Nova Iorque até que ela se tornar mãe pela primeira vez em 1995. Tal como agora, uma mãe solteira de dois filhos (Olivia e Amber), Butcher trabalha exclusivamente a partir de Londres. Ela tornou-se uma modelo de topo de muitas marcas, incluindo Yves Saint Laurent, Ferritti Jeans e John Galliano. Também tem sido o rosto de Hardy Amies desde 2003. Foi o rosto de Long Tall Sally com a sua primeira coleção, Primavera 2009. 
Butcher apareceu pela primeira vez na televisão com uma aparição no The Big Breakfast, juntamente com Chris Evans. Devido ao seu exigente cronograma no mundo como uma super modelo, ela deixou a carreira dela até que ela apareceu, alguns anos mais tarde, como anfitriã da Britain's Next Top Model, do canal Living TV. Butcher e o seu amigo cantor Mica Paris, foram anunciados em Abril de 2006 como os novos apresentadores do fashion show da BBC1 What Not to Wear.